# Slank stapelbekertje
Slank stapelbekertje (Cladonia pulvinata) is een korstmossoort uit de familie Cladoniaceae.

## Determinatie
Het primaire thallus bestaat uit dichte zodevormende grondschubben. Een grondschub bereikt een lengte tot 0,7 cm en een breedte tot 0,5 cm. Ze zijn vrij dun, plat tot gebogen, ondiep tot diep ingesneden en weinig tot niet inkrullend. Aan de bovenzijde zijn de grondschubben grijsgroen van kleur en vaak aan de top bruin aangelopen; aan de onderzijde zijn ze geelwit en aan de basis vaak zwart. Meestal zijn er podetiën aanwezig. Deze zijn bekervormig, gemarmerd grijsgroen of grotendeels bruin aangelopen. De kenmerkende kleurreactie is P+ geel.

### Gelijkende taxa
Slank stapelbekertje lijkt erg veel op gewoon stapelbekertje. Slank stapelbekertje onderscheidt zich echter door de slankere podetiën met hooguit twee etages en de kleurreactie P+ geel.

## Ecologie
Stuifzandstapelbekertje is een psammofiele pioniersoort die uitsluitend voorkomt in zure, oligotrofe milieus. Het komt vrijwel uitsluitend voor in zandverstuivingen en in stuifplekken van droge heiden. Het optimum wordt gevonden op kleine, oude stuifkoppen.